# Klumpke
Een parese van het type Klumpke is een aandoening aan één tot vijf van de hoofdzenuwen in de plexus brachialis, de zenuwknoop die zorgt voor het gevoel in en de beweging van de arm. Dit kan leiden tot een volledige of gedeeltelijke verlamming van de arm. De schade kan per zenuw variëren van een kneuzing tot een scheuring en ontstaat voornamelijk bij borelingen, bijvoorbeeld ten gevolge van een schouderdystocie bij de bevalling. Bij het type Klumpke gaat het om een onderste plexusletsel (dus beschadiging van C7, C8 of T1)